# Baathbrigaderna
Baathbrigaderna (arabiska:  ثكتائب البعث, Katä'ib al-Ba'th) även känd som Baathbataljonerna är från början en frivillig milis bestående av medlemmar av Baathpartiet i Syrien lojala mot Bashar al-Assad. De bildades i Aleppo under ledning av Hilal Hilal strax efter att rebellerna anföll och intog större delen av stadens östra område sommaren 2012. De användes ursprungligen för att vakta viktiga byggnader och anläggningar men deras roll blev efter hand mer betydelsefull ju starkare de blev. De har vuxit från 5000 medlemmar i november 2012 till 7000 i december 2013.